# Barahin-e-Ahmadiyya

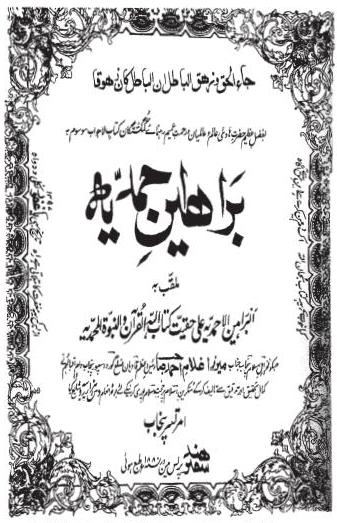
Originele titelpagina

Barahin-e-Ahmadiyya is een compilatie in 5 volumes van de werken van Mirza Ghulam Ahmad, de stichter van de Ahmadiyya.
Het eerste en tweede volume werden gepubliceerd in 1880. Het derde volume in 1882, en het vierde volume in 1884. Het vijfde en laatste volume werd gepubliceerd in 1905.
Het grootste deel van het boek is gewijd aan de verdediging van de islam tegen anti-islamitische schrijvers. Het boek werd aanvankelijk toegejuicht door de meeste moslims, omdat in het toenmalige klimaat in Brits-Indië de islam bijna voortdurend werd aangevallen door christelijke missionarissen en de hindoeïstische Arya Samaj. Nadat Mirza Ghulam Ahmad in 1889 claimde de messias en mahdi te zijn, werd hij echter door vele moslims beschouwd als een kafir (ongelovige).
Het boek is geschreven in het Urdu, de moedertaal van de schrijver.
Als reden voor het schrijven van het boek, gaf Mirza Ghulam Ahmad: "Laat het duidelijk zijn voor de zoekers naar waarheid, dat de reden waarom ik dit boek, getiteld Barahin-e-Ahmadiyya ala haqiqati kitabilla hil Qur 'an wannubuwwatil Mohammadiyya (de bewijzen van de waarheid van het boek van God - de heilige Koran, en het profeetschap van Mohammed), werd samengesteld, is om de bewijzen van de waarheid van de islam en de bewijzen van de volmaaktheid van de Koran en van de waarheid van het profeetschap van de heilige profeet Mohammed, het zegel der profeten, bekend te maken aan de mensheid en dat alle mensen die niet geloven in het heilige boek en de uitverkoren profeet het zwijgen wordt opgelegd door de intellectuele bewijzen zodat ze hun mond nooit meer opendoen."